# ماریانو سانچز (بازیکن فوتبال)
ماریانو سانچز (انگلیسی: Mariano Sánchez؛ زادهٔ ۲۸ ژانویهٔ ۱۹۷۸) بازیکن فوتبال اهل اسپانیا است.